# 정홍준
정홍준(鄭弘俊, 1983년 5월 25일 ~ )은 KBO 리그 전 삼성 라이온즈의 투수이다. 영남대학교를 졸업한 후 2006년에 삼성 라이온즈에 입단하여 2006년 2승 1패 평균자책 2.92로 나름 준수한 활동을 하였다. 그러나 2007년에는 부상으로 1군에 올라오지 못했고, 2008년에 다시 1군에 올라와 등판했으나 주목받지 못하였으며 2010년에 방출됐다.
한편, 본인(정홍준)의 등번호였던 18번은 2011년부터 박석민이 달았는데  미국에서는 야수들이 18번을 착용한다.

## 출신 학교
- 대구옥산초등학교
- 성광중학교
- 경북고등학교
- 영남대학교

## 통산 기록
| 연도 | 소속  | 평균 자책 | 경기 | 승리 | 패전 | 세이브 | 이닝   | 피안타 | 4사구 | 탈삼진 | 실점 | 자책점 | 비고 |
| ---- | ----- | --------- | ---- | ---- | ---- | ------ | ------ | ------ | ----- | ------ | ---- | ------ | ---- |
| 2006 | 삼성  | 2.92      | 24   | 2    | 1    | 0      | 52 1/3 | 44     | 34    | 40     | 17   | 17     |      |
| 2008 | 삼성  | 20.25     | 2    | 0    | 0    | 0      | 1 1/3  | 3      | 1     | 0      | 3    | 3      |      |
| 통산 | 2시즌 | 3.35      | 26   | 2    | 1    | 0      | 53 2/3 | 47     | 35    | 40     | 20   | 20     |      |

1. ↑  손찬익 (2011년 1월 6일). “삼성, 올 시즌 선수단 배번 확정…류중일 감독 75번”. OSEN. 2024년 4월 21일에 확인함.
2. ↑  “ベースボール百科「日本の幻のエース番号『14』に沢村栄治がたどり着くまで。」”. 슈칸 베이스볼. 2024년 4월 17일. 2024년 4월 21일에 확인함.